# 湯恩與劍客汪汪隊
《湯恩與劍客汪汪隊》（西班牙語：D'Artacán y los Tres Mosqueperros）是一部2021年西班牙電腦動畫冒險電影，由托尼·賈西亞（Toni García）執導，道格·蘭代爾（Doug Langdale）編劇，改編自1844年大仲馬的著作《三劍客》，為1981年同名電視動畫的電影版本。

## 外部連結
- 互联网电影数据库（IMDb）上《湯恩與劍客汪汪隊》的资料（英文）